# Astroceras compressum
Astroceras compressum är en ormstjärneart som beskrevs av Döderlein 1927. Astroceras compressum ingår i släktet Astroceras och familjen Euryalidae. Inga underarter finns listade i Catalogue of Life.